# Make Trade Fair

Make-Trade-Fair-Logo

Make Trade Fair ist eine von der Entwicklungshilfsorganisation Oxfam gestartete weltweite Kampagne, die sich für die Gleichberechtigung von Landwirten in Entwicklungsländern einsetzt. Sie zielt auf die Emanzipation des Handels für Zucker-, Kakao-, Baumwoll- und Kaffeeproduzenten in Entwicklungsländern, vor allem in Afrika.

## Hintergrund
Landwirtschaftlichen Produzenten in Entwicklungsländern ist heute der Zugang zu den Märkten der Industrieländer oft verwehrt, da die Industrieländer ihre eigenen Landwirte durch hohe Einfuhrzölle und Subventionen gegen unliebsame Konkurrenz schützen. Darüber hinaus exportieren die Industrieländer mithilfe von Exportsubventionen ihre Überschüsse an Baumwolle, Zucker, Reis, Hühnerfleisch, Gemüse etc. zu derart tiefen Preisen in Entwicklungsländer, dass die dortigen Bauern mit diesen „Dumpingpreisen“ nicht konkurrieren können.

## Ziele
Die „Make Trade Fair“-Kampagne hat sich darauf konzentriert, mehrere Handelspraktiken zu beseitigen. So fordert Oxfam mit der Kampagne die Abschaffung der Exportsubventionen, die Zahlung gerechter Preise für landwirtschaftliche Produkte aus Entwicklungsländern und die Öffnung der Märkte der Industrieländer.

Auch werden Patentregelungen bekämpft, die die Preise für Medikamente in Entwicklungsländern in die Höhe treiben.
Umstritten ist dabei vor allem die grundsätzliche Ausrichtung von Make Trade Fair auf den Export von Landwirtschaftsprodukten aus den Entwicklungs- in die Industrieländer (Exportorientierung). Diesem Konzept wird dasjenige der Ernährungssouveränität gegenübergestellt, wonach jedes Land zuerst für die Bedürfnisse der eigenen Bevölkerung produzieren sollte und erst zweitrangig für internationale Märkte.
Unter anderem setzten sich bekannte Schauspieler und Sänger für Make Trade Fair und den Fairen Handel ein (z. B. Thom Yorke, Heike Makatsch, Chris Martin, Michael Stipe und Colin Firth).

## Kritik
Eine Oxfam-Studie aus dem Jahr 2002 mit dem Ziel, den Entwicklungsländern den Zugang zu den Märkten des Nordens zu erweitern, wurde von einigen anderen NGOs wegen Oxfams Forderung kritisiert, die Minderung der Armut müsse vor allem durch die Regelung interner Rahmenbedingungen in den Entwicklungsländern erfolgen. Organisationen wie Food First, die bei der Hunger-Problematik einen Bottom-up-Ansatz unterstützen, vertraten die Position, der Welthandel mit Agrargütern bringe keine neuen Marktzugangsmöglichkeiten für arme Bauern, sondern unterminiere die Ernährungssicherung für den Eigenbedarf.